# Katerine Avgoustakis
Katerine Avgoustakis (Maasmechelen, 16 september 1983) is een Vlaamse zangeres. Zij was de winnares van Star Academy België, editie 2005, dat werd uitgezonden op de commerciële omroep Vtm.

## Biografie
Avgoustakis werd in 1983 geboren in Maasmechelen. Haar vader is Grieks en haar moeder was Vlaams. Ze komt uit een muzikale familie; haar grootvader trok in Griekenland rond als troubadour, haar vader speelt gitaar en haar oudere zus studeerde klassieke piano aan het Conservatorium Maastricht. Zelf speelt ze ook piano en deed in het verleden aan koorzang.
Avgoustakis had enige tijd een relatie met Pim Symoens (vierde in Star Academy en later onder andere werkzaam bij JIM).

## Carrière
Avgoustakis maakte haar debuut met de groep Indiana, waarmee ze deelnam aan de preselecties voor het Eurovisiesongfestival van 2002.
Na het uiteenvallen van Indiana won ze in 2005 de finale van Star Academy. Hiervoor ontving zij een platencontract waarna haar eerste album Katerine uitkwam. Het album behaalde de negende positie in de Vlaamse Ultratop 200 Albums. Zij won vervolgens de TMF-Award voor Best New Artist Nationaal.
In 2006 stond ze in het voorprogramma van concerten van Kelly Clarkson in de Benelux. In datzelfde jaar speelde ze een klein rolletje in de film K3 en het ijsprinsesje en verleende ze haar stem aan de animatiefilm Over the Hedge.
In 2008 kwam haar tweede solo-album Overdrive uit. Dit album kwam niet verder dan een 82ste positie in de Ultratop 200.
In 2010 zorgde Avgoustakis voor commotie in Griekenland. Ze schreef zich in voor de Griekse voorronde van het Eurovisiesongfestival. De Griekse media bombardeerden haar tot topfavoriete voor de overwinning en deelname voor Griekenland aan het songfestival in Noorwegen. Haar sprookje was echter van korte duur. Nadat bekend raakte dat haar ingezonden lied al enkele weken te horen was op YouTube werd ze meteen gediskwalificeerd door de Griekse nationale omroep.
In 2012 had ze genoeg van de onzekerheid van een leven in de muziekbusiness en zegde ze de samenwerking met haar platenfirma stop. Ze was tot in 2022 de frontzangeres van coverband Level Six, samen met Jo Hens. Sindsdien is ze bij deze band wel nog invalster van de nieuwe zangeres Lisa Michels.
In 2024 nam ze deel aan Sing Again op VTM.

## Discografie

### Albums en bijbehorende singles
| Jaar | Album     | Positie                     | Positie                        |
| Jaar | Album     | Vlaamse Ultratop 100 Albums | Nederlandse Megatop 100 Albums |
| ---- | --------- | --------------------------- | ------------------------------ |
| 2005 | Katerine  | 9                           | -                              |
| 2008 | Overdrive | 82                          | -                              |

De eerste single van Katerine New Day kwam in juli 2005 uit. Door het overlijden van haar moeder was het even wachten op haar tweede single, Here Come All The Boys, die in oktober 2005 in Vlaanderen en in maart 2006 in Nederland uitkwam. Op 14 november 2005 kwam haar eerste album Katerine uit. Aan het begin van 2006 deed Katerine mee aan Belgische preselectie voor Eurosong '06 met het liedje Watch Me Move. Ze schopte het tot de halve finale. In april kwam de single Take Me Home uit, een catchy-popnummer. Als laatste single van Katerine werd voor Catfight gekozen.
In mei 2007 kwam de single Live wire uit. De daaropvolgende single Don't put it on me was de eerste single die de Ultratop 50 niet haalde. Na haar overstap naar een ander platenlabel bracht ze de singles Shut your mouth, He's not like you, Ultrasonic en Upon the catwalk uit. Die laatste was de titelsong van de televisieserie Topmodel. Het album Overdrive kwam in december 2008 uit. Nadien volgde nog de single Treat me like a lady.

### Singles in de hitparades
(BEL) - UltraTop 50, (NED) - GfK Single Top 100, (POL) - Nielsen Music Control Top 100, (CAN) - Canada Dance Charts
| Jaar        | Titel                        | Album       | Positie | Positie | Positie | Positie |
| Jaar        | Titel                        | Album       | BEL     | NED     | POL     | CAN     |
| ----------- | ---------------------------- | ----------- | ------- | ------- | ------- | ------- |
| 2005        | "New Day"                    | Katerine    | 2       | -       | -       | -       |
| 2005        | "Here Come All The Boys"     | Katerine    | 5       | 89      | -       | -       |
| 2006        | "Take Me Home/Watch Me Move" | Katerine    | 15      | -       | -       | -       |
| 2006        | "Catfight"                   | Katerine    | 32      | -       | -       | -       |
| 2007        | "Live Wire"                  | Overdrive   | 27      | -       | -       | -       |
| 2007        | "Don't Put It On Me"         | Overdrive   | -       | -       | -       | -       |
| 2008        | "Shut Your Mouth"            | Overdrive   | 3       | -       | -       | 2       |
| 2008        | "He's Not Like You"          | Overdrive   | 34      | -       | -       | -       |
| 2008        | "Ultrasonic"                 | Overdrive   | 20      | -       | -       | 1       |
| 2008        | "Upon The Catwalk"           | Overdrive   | 38      | -       | -       | -       |
| 2009        | "Treat Me Like A Lady"       | Overdrive   | 26      | -       | 34      | -       |
| 2009        | "Ayo Technology"             | The Real Me | -       | -       | 1       | -       |
| 2010        | "Enjoy The Day"              | The Real Me | 34      | -       | -       | -       |
| Top 10-hits | Top 10-hits                  | Top 10-hits | 3       | 0       | 1       | 2       |

## Tracklist-informatie

### Albums

#### Katerine
1. Out On You
2. Here Come All The Boys
3. Take Me Home
4. Catfight
5. Born
6. New Day (albumversie)
7. 2much4you
8. Loving You
9. All Night Long
10. One Way Ticket
11. Intertwined
12. I'll Be There
13. New Day (singleversie)

#### Overdrive
1. Upon The Catwalk
2. Treat Me Like A Lady
3. Shut Your Mouth (albumversie)
4. Now I Know You
5. Ultrasonic (albumversie)
6. No Strings Attached
7. Burn It Down
8. Some Boys Some Guys
9. Loose My Mind
10. He's Not Like You
11. Lazy Sunday
12. Don't Put It On Me
13. Live Wire
14. Time To Make A Change
15. Back/Off (met Regi)
16. Shut Your Mouth (radioversie)
17. Ultrasonic (radioversie)

#### The Real Me
1. Black Coffee
2. Ayo Technology (2012 Version)
3. The Real Me
4. Hole In The Head
5. Daddy Brother
6. Naked On The Dancefloor (2012 Version)
7. I Know You Know
8. Back Off (2012 Version)
9. Run For Shelter
10. Born This Way/When Love Takes Over
11. Catfight (2012 Version)
12. Lazy Sunday (2012 Version)
13. Enjoy The Day (2012 Version)
14. He's Not Like You (2012 Version)
15. Treat Me Like A Lady (2012 Version)

## Filmografie
- K3 en het ijsprinsesje (2006)
- Over the Hedge (2006)

## Trivia
- Katerine deed mee aan het VTM-programma Sterren op het ijs.
- In april 2009 scoorde Katerine (onder het pseudoniem Justine Willow) een megahit in Polen met een cover van het nummer Ayo Technology. Ze heeft dit nummer in een halfuurtje tijd ingezongen als vriendendienst voor haar platenlabel.
- In 2011 nam ze deel aan Expeditie Robinson, waarbij ze een na laatste werd, 15e dus.

- MusicBrainz: 124f59b4-2d43-4365-ad77-8bab4b4f71fe
- Virtual International Authority File: 103146936761913781936